# Allium schmitzii
Allium schmitzii är en amaryllisväxtart som beskrevs av Antonio Xavier Pereira Coutinho. Allium schmitzii ingår i släktet lökar, och familjen amaryllisväxter. IUCN kategoriserar arten globalt som sårbar. Inga underarter finns listade i Catalogue of Life.